# Туманність Яйце
Координати:  21г 02м 18.75с, +36° 41′ 37.8″
Туманність Яйце (також відома під назвами RAFGL 2688 та CRL 2688) — це біполярна протопланетарна туманність, розташована на відстані приблизно у 3 000 світлових років від Землі. Її незвичайні властивості були вперше описані у 1975 році з використанням даних, отриманих в результаті 11-мікрометрового огляду (сканування) небесної сфери, який виконувався метеорологічною ракетою Геофізичної лабораторії ВПС (англ. Air Force Geophysical Laboratory, AFGL) від 1971 до 1974 рр. (Початково, виявлений об'єкт був каталогізований Фріцом Цвіккі як пара галактик.)
Визначальною особливістю туманності Яйце є набір яскравих дуг та кругів, що оточують центральну зорю. Густий шар газу та пилу окутує центральну зорю, тим самим блокуючи для нас її пряме світло. Проте світло просочується крізь тонші області цього газо-пилового кокона, освітлюючи зовнішні шари газу, чим створюється видимість отих світлових дуг та кругів, які можна побачити на блискучому знімку, виконаному телескопом Габбл.
Є дуже велика ймовірність, що пилова обгортка навколо центральної зорі насправді є диском. Біполярні струмені на зображенні свідчать про те, що система має момент імпульсу, який, найімовірніше, генерується акреційним диском. Крім того, геометрія диска могла б пояснити варіацію товщини пилової обгортки, яка пропускає світло вздовж осі диска, завдяки чому зовнішні газові шари освітлюються, але блокує пряму видимість цього світла вздовж країв диска для нас. Хоча наявність пилових дисків була підтверджена для декількох об'єктів типу пост-AGB (S. De Ruyter et al., 2006), існування диска навколо туманності Яйце все ще не було остаточно підтверджено.
Знімок туманності Яйце був виконаний ширококутною фотокамерою Wide Field and Planetary Camera 2 космічного телескопа Габбл NASA/ESA.
Туманність Яйце випромінює поляризоване світло, яке можна виявити і візуально, з використанням телескопа середнього розміру.

## Галерея
| |
| Знімок, виконаний шляхом поєднання експозицій у видимому та інфрачервоному світлі, зроблених фотокамерою Wide Field Camera 3 телескопа Габбл. |

## Виноски
1. ^ відстань × sin (кутовий_діаметр / 2) = 0.2 св. р. радіус
2. ^ 14.0[1] видима зоряна величина — 5 * (log10(920 пк відстань) — 1) = 4.2 абсолютна зоряна величина